# Polk megye (Tennessee)
Polk megye az Amerikai Egyesült Államokban, azon belül Tennessee államban található. Megyeszékhelye és legnagyobb városa Benton. Lakosainak száma 17 544 fő (2020. április 1.). Polk megye Monroe, Murray, Cherokee, Fannin, Bradley és McMinn megyékkel határos.

## Népesség
A megye népességének változása:
| Lakosok száma | 16 827 | 16 752 | 16 617 | 16 690 | 16 773 | 17 544 |
|               | 2010   | 2011   | 2012   | 2013   | 2015   | 2020   |